# Kevin Chappell
Kevin Chappell (Fresno, 8 juli 1986) is een Amerikaanse golfer. Hij speelt sinds 2011 op de Amerikaanse PGA Tour.

## Amateur
Chappell studeerde aan de UCLA en was in 2008 Collegiate Player of the Year, waardoor hij de Jack Nicklaus Award ontving.

### Gewonnen
- 2008: Jack Nicklaus Award, NCAA Kampioenschap (Arnold Palmer Award)

### Teams
- Junior World Team Championship: 2004
- USA vs. Japan Collegiate Golf Championship: 2007
- Palmer Cup: 2008

## Professional
Een dag na de Palmer Cup werd Chappell professional. Hij begon op de Nationwide Tour en haalde de 4de plaats bij de AT&T Pebble Beach Pro-Am. In 2010 behaalde hij zijn eerste overwinning. Mede daardoor eindigde Chappell in 2010 als nummer 9 bij de Nationwide Tour waarna hij naar de PGA Tour promoveerde. 
In 2011 werd hij gedeelde 3de bij het US Open waardoor hij kwalificeerde voor het US Open in 2012. Ook stond hij in de rangorde van 2012 hoog genoeg om zich te kwalificeren voor de Masters. Hij staat voor de Masters al op nummer 176 van de Official World Golf Ranking.

### Gewonnen

#### Nationwide Tour
- 2010: Fresh Express Classic at TPC Stonebrae